# Човен

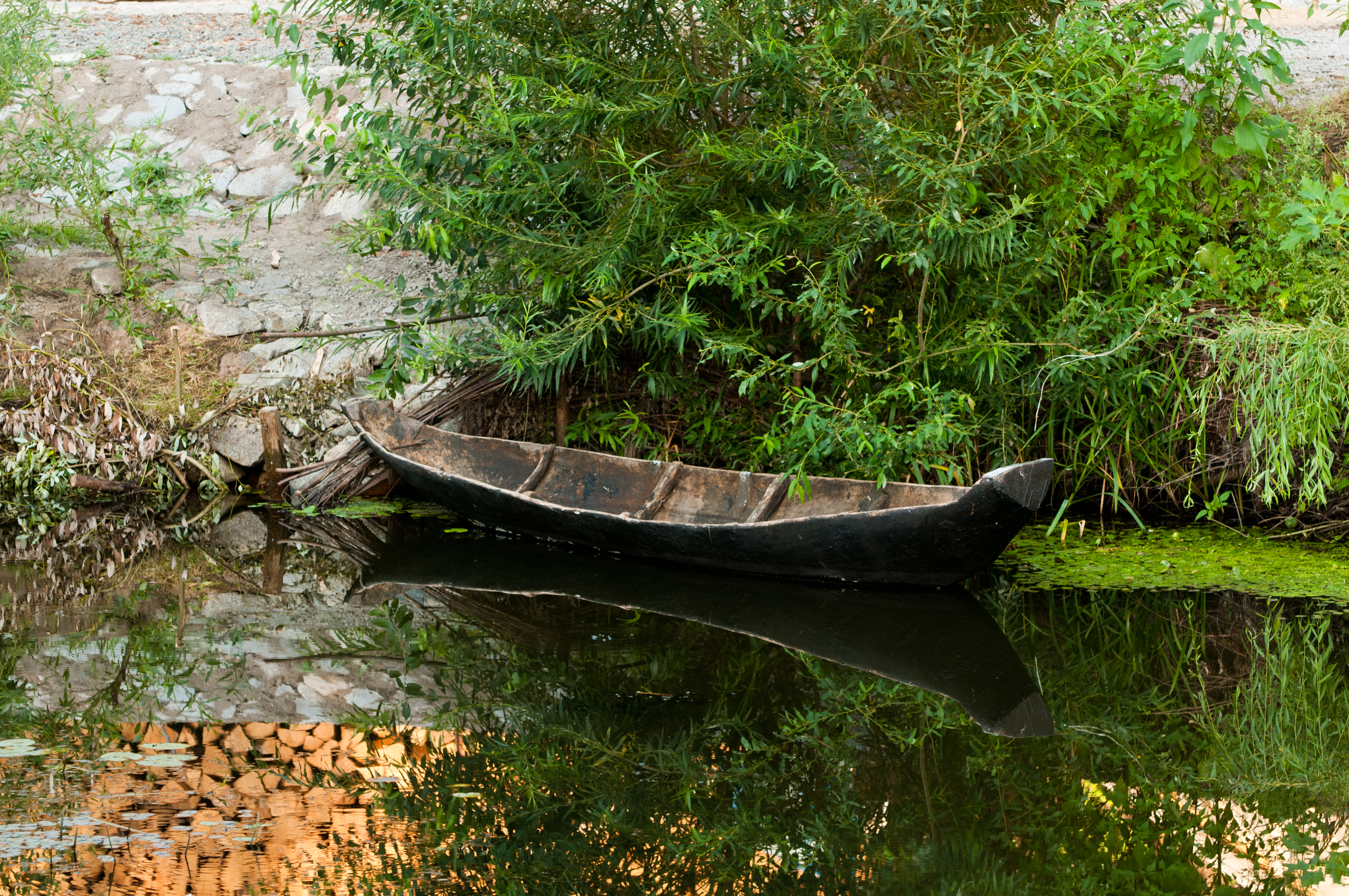
Човен-довбанка (Полісся, кінець ХІХ ст.) Історико-культурний комплекс «Замок Радомисль»

Чо́вен — невелике, зазвичай безпалубне, веслове, вітрильне чи моторне судно, призначене для пересування по річках, озерах та в прибережних морських водах. В морській практиці, до човнів відносять усі види маломірних плавзасобів, які можна підняти на необладнаний берег силами екіпажу (команди). Однак найчастіше на флоті під човном розуміється судно завдовжки до дев'яти метрів, завширшки до трьох метрів та вантажністю до п'яти тонн.
Човни використовують для рибальства, рятування та перевезення людей і вантажів, зокрема й під час виконання бойових завдань, а також як спортивні та прогулянкові судна (можуть бути й надувними). Термін «човен» історично використовують також в назвах деяких класів кораблів, розміри та призначення яких вже давно не відповідають визначенню човна, наприклад, підводний човен або канонерський човен.

## Етимологія української назви
Слово човен (д.-рус. челнъ, челонъ, чьлнъ) походить від прасл. *čьl̥nъ < *kьl̥nъ (пор. рос. челн, пол. czółno, староцерк.-слов. члънъ). Згідно з найпоширенішою думкою, праслов. *čьl̥nъ/*kьl̥nъ виводиться з пра-і.є. *kilmos, яке є похідним від кореня *(s)kel-, *(s)kol- («рубати», «довбати»), перехід *k > *č пояснюють явищем першої палаталізації. Вважається спорідненим з лит. kelmas («стовбур дерева»), латис. celms (так само), дав.-в.-нім. scalm («корабель»), дав.-ісл. kjoll, scalpr (так само), давн-англ. helma («руків'я рульового весла»), грец. σκαλμός («кілок для весла»), а також зі слов'янськими «кіл», «колода», «скалка», «колоти» тощо. Тобто буквально човен — це «човен-довбанка». За іншою версією, *čьl̥nъ/*kьl̥nъ пов'язане з коренем *kel-, який входив до слова *kele-, що означало «підноситися, підніматися над чим-небудь» (звідси ж англ. hill — «узвишшя, пагорб» і нім. Holm — «острівець»).
Давньоукраїнське лодь походить від д.-рус. лодья. Споріднене з біл. і рос. лодка, староцерк.-слов. алъдии, лодии, які теж є похідними від прасл. *oldi- («човен») < пра-і.є. *aldh- («видовбана колода») — пор. лит. aldija, eldija («човен»), дав.-ісл. alda («хвиля»), дан. olde і давн-англ. ealdoþ («корито»).

## Еволюція човна
На думку енциклопедистів Брокгауза і Єфрона розвиток човнярства у первісних народів відбувався декількома шляхами.
Задум човна міг виникнути під час спостереження стовбура дерев, що пливе по річці. Первісні люди могли пристосувати дерево для кращого ним користування, загостривши один або обидва його кінці і видовбавши його всередині, тобто, кажучи сучасною мовою, зробивши з нього човник. Такі однодеревки-довбанки були у вжитку в багатьох народів. Про це свідчать знахідки їх залишків на місцях стародавніх пальових будівель у швейцарських озерах і торф'яниках. Такі човни і дотепер можна зустріти на багатьох українських річках і озерах, у багатьох частинах Азії та Африки. Зазвичай це невеликі човники, на 1-3 особи, але інколи вони можуть мати значні розміри. Схожі човни зустрічаються на островах Полінезії, в Африці. Подібними човнами користувалися давні руси, які ходили в них навіть морем на Царград. Видовбування стовбурів для таких човнів здійснювалося як правило шляхом випалювання.

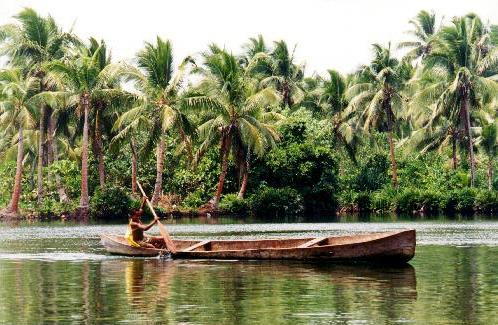
Абориген Соломонових островів в каное

До цього типу човнів відносяться так звані каное багатьох тубільних племен Америки, Африки, Південно-Східної Азії і Океанії. Удосконалення човна полягало в набиванні на нього з кожного боку 1-2 дощок або планок, причому щілини затикалися мохом, замазувалися смолою тощо — основа човна перетворилася на кіль. Такі човни поширені у малайських народів, а в удосконалених формах зустрічаються всюди. До них можна віднести і човни з пучків папірусу, очерету, які використовували стародавні єгиптяни, китайські джонки тощо.
Особливий вид — човни з кори дерев. Найпростіші їх форми зустрічаються у аборигенів Австралії. Вони вирізають з величезного стовбура довгастий шматок кори і надають йому за допомогою деревних волокон і перекладин форму човника. Подібні човни зустрічаються у жителів Вогняної землі пешересів, а також, місцями, у індіанців Північної Америки. Інший спосіб утримання човна на воді, яким користувалися індіанці, — використання надутих шкіряних мішків.

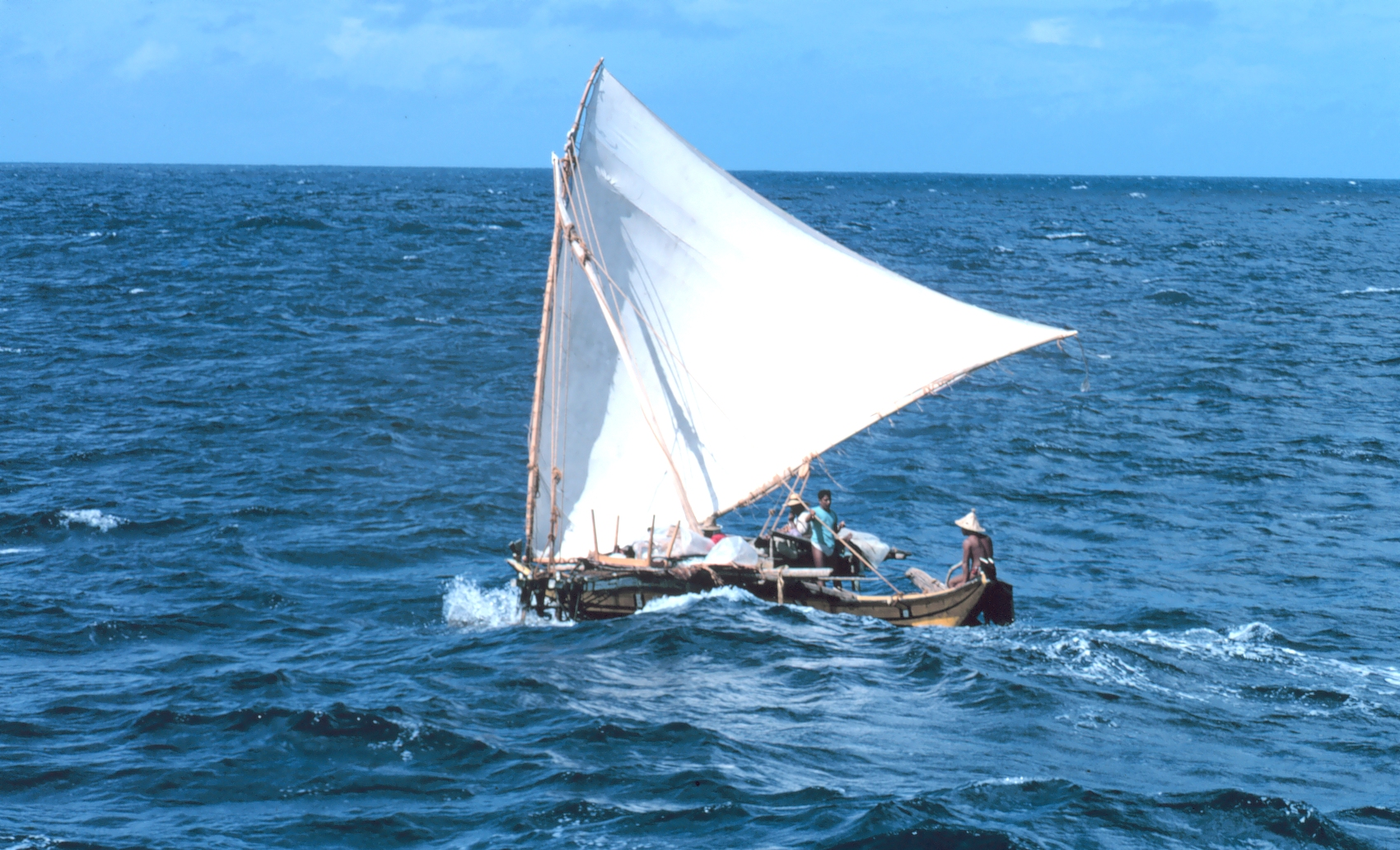
Мікронезійське проа в морі

На морському узбережжі, де потужний прибій, зокрема біля берегів Перу, також вживані плоти на шкіряних мішках. Ними користувалися стародавні ассирійці і єгиптяни для сплаву товарів вниз по Тигру і Нілу. Інколи основу мішків складають вербові кошики: за словами Юлія Цезаря, такими мішками користувалися давні брити. Вдосконаленим видом такого способу пересування є алеутські байдарки і ескімоські каяки, що складаються з дерев'яної основи, обтягнутою шкірою, в якій залишається тільки невеликий круглий отвір, щоб сісти людині. Такі човни дуже легкі, швидкохідні, але нестійкі. Особливі типи являють складні човни і плоти, складені з декількох з'єднаних разом стовбурів, наприклад новогвінейські катамарани, подвійні каное та проа — човни з балансиром (аутригером). Останні поширені в Полінезії і Меланезії. Іноді балансири пристосовують з обох боків від човна, іноді замість балансира використовують інший човен (подвійне каное).
Більшість човнів — весельні. Весло походить від жердини, палиці, списа. Багато форм весел, що вживаються в Полінезії, Меланезії та ін., за своєю вузькою, загостреною або короткою, розширеною формою майже не відрізняються від деяких форм списів і палиць.
Стерно — пристрій, що виник вже пізніше за весла. Найпростішим вітрилом був шматок якої-небудь тканини або рогожі, якій пізніше стали надавати правильнішу, трикутну або чотирикутну форму і поміщати на палиці з поперечиною — прототипи щогли і реї).

## Історичні типи українських човнів

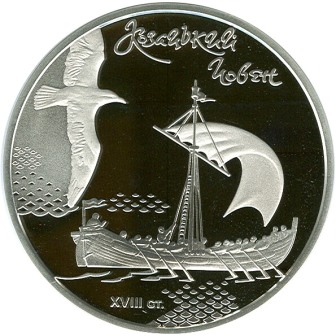
Колекційна монета «Козацький човен». 2010 рік.

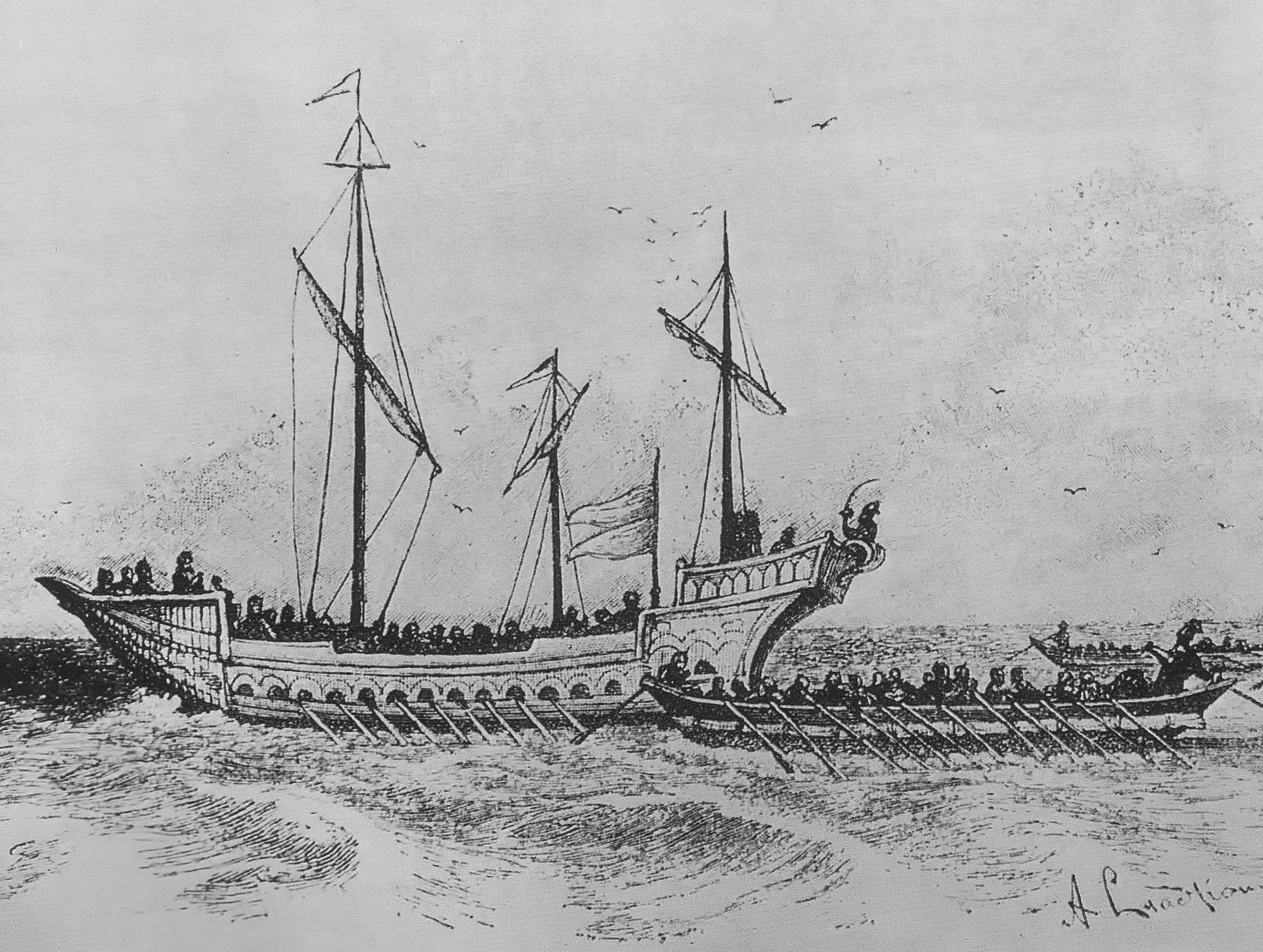
Запорізькі чайки переслідують турецьку галеру. Гравюра Опанаса Сластіона.

Традиція використання довбаних човнів існувала на території України протягом тисячоліть.
Зображення стародавніх вітрильних човнів були знайдені серед петрогліфів Кам'яної Могили. Переважна більшість зображених суден має одну щоглу й одне пряме вітрило (зображення з печери Кози, печери Риби та ін.). Ці знахідки відносять до ямної культури, яка існувала протягом останньої чверті IV і до початку II тисячоліття до н. е.
Найдавніший човен було знайдено у відшаруваннях річки Оскіл. Він належить до епохи неоліту і свідчить про те, що неолітичні рибалки вже користувалися такими засобами пересування водою. Конструкція цього човна була дуже простою. За допомогою вогню та кремінних знарядь дубову колоду спочатку випалювали, а потім додатково обробляли теслами чи скребачками. Довжина оскольського човна дорівнювала 10 метрам. Корма і бак не відрізнялися одне від одного і мали однакову форму. Для розпирання бортів і, можливо, для сидіння між ними були залишені перегородки, які розділяли корпус човна на три відсіки.
У Запорізькому музеї історії запорозького козацтва зберігається човен, який був піднятий з дна Дніпра біля Хортиці, який вражаюче подібний за конструкцією до оскольського човна, проте датується знахідка добою Давньої Русі (ХІ століття). Інший аналогічний коритоподібний човен знайдений на дні русла Старого Дніпра. Він був зроблений з цілого стовбура дерева діаметром близько метра. Довжина човна становила 5,2 м, ширина — 0,6 м, висота бортів — 0,5 м, товщина — 1-3 см.

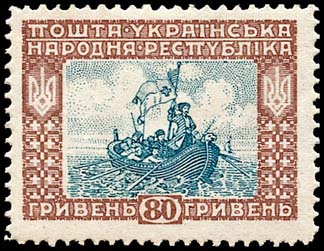
Поштова марка епохи УНР з козацьким човном

Славилися своєю вправністю в морських походах Азовським та Чорним морями і українські козаки. На Запорозькій Січі суднобудування досягло високого рівня й досконалості. Морська боєздатність запорозьких човнів давала змогу козакам вести бойові дії на великій відстані від Дніпра. Дослідники XIX та ХХ століть, які писали про запорозьку давнину, називали їх судна чайками. Насправді до це була ціла низка типів різних за розміром і призначенням човнів:
- Байдак (липа) — річкове плоскодонне однощоглове дерев'яне судно завдовжки 15—20 м, завширшки 3—4 м, висотою близько 5 м та осадкою 1—1,5 м, зі звуженими кінцями і стерном. Байдаки ходили на веслах або під вітрилом. Назва «байдак» традиційно вважається запозиченою з якоїсь східної мови. Слово існувало вже у давньоруській мові, у формах байдакъ, бодакъ із семантикою «річкове судно». Зазвичай їх використовували для перевезення вантажів по Дніпру, Дону, Сіверському Дінцю, але також їх використовували як легкі військові судна для виходу в море. Дослідники вважають, що «липами» і «байдаками» називали однорідні типи суден. Лексема «липа» виникла внаслідок перенесення назви матеріалу, з якого виготовлялися човни: історик Загоскін на початку XX століття розповідав, що обтесана, видовбана або випалена липова колода — остов човна мала назву «липа», «ботник» або «труба»[12]. А Боплан свідчив про те, що в основу запорозького судна «береться човен із верби чи липового дерева»[13]. Назва судна «липа» зафіксована і в козацьких літописах та літературі.

Сучасна реконструкція козацького човна

- Будара (від рос. діал. будара «(видовбаний) човен, барка») — дубовий човен-однодеревка без кіля на два-чотири весла з гострими носом і кормою.
- Дуб (дубас, думбас) — велике бойове або вантажне вітрильне судно прибережного плавання. Дуби мали до трьох щогл з вітрилами. Назва «дуб» співвідноситься з дендрономеном дуб (дубъ — «дерево; дуб») праслов′янського походження. За розповіддю Дмитра Яворницького знайдений ним дуб був зроблений без кіля, на вигляд плоскодонний, з крутими вигнутими боками. Дно й нижня частина бортів його складалася з дубових дощок, а верхня частина бортів і палуба з ялини. Кокори, тобто шпангоути, — усі з дуба; на всю довжину човна, від носа до корми, йшов дубовий брус. Човен, крім весел, ходив під парусами і мав невелике оснащення[14]. У XVIII столітті дуби використовували для вантажних перевезень біля північно-західних берегів Чорного моря, у гирлах Дніпра, Бугу, Дону. Прибережний дуб у довжину сягав 20 м, мав палубу і дві щогли. Річковий дуб був меншим і не мав палуби. Військовий інженер Семен Мишецький, який кілька років жив на Новій Січі, називав судна запорожців човнами, дубами та військовими дубами[15]. Дубами називалися і човни запорожців, які були під Очаковим у 1737 році.

- Чайка (бойовий дуб) — бойовий човен завдовжки 15,5 — 21,5 м, з шириною й висотою бортів до 4 м і осадкою близько 1,5 м. Головною частиною чайки був кіль-човник довжиною близько 15 метрів, видовбаний з липової або вербової колоди, розширений догори. Від нього розбудовували корпус, прибиваючи дошки цвяхами, розширюючи його зі збільшенням висоти. Міцно збиті дошки обтягували липовою корою і обливали смолою. Ззовні по обох боках прив'язували снопи очерету, які не дозволяли човну затонути навіть тоді, коли він наповнювався водою. Вони також прикривали екіпаж від куль. Звичайно човни мали 10-12 або 15 весел на кожному борту і були більше швидкохідні, ніж турецькі галери. Для кращої маневровості човен мав два стернові весла. Недоліком вважалася слабе вітрильне оснащення судна, але козаки компенсували це тим, що користуються вітрилами тільки під час хорошої погоди і воліли веслувати при сильному вітрі[15]. Назва чайка не має загальноприйнятої етимології. Одні дослідники вважають, що воно походить від тур. şaica — «барка», інші допускають староіталійську етимологію від італ. saica, saicca, saico.

Іноземці, які писали про українську історію, називали козацькі човни відомими їм словами — сандал, шебека, ладдя тощо. Торговельні, військові взаємини з різними країнами принесли на українські терени назви суден іншомовного походження — корабль, моноксила, стернъ та ін. Однак особливого поширення ці назви не мали.
З кінця 1960-х років підводні пам'ятки археології вивчає Експедиція підводних археологічних робіт (ЕПАР). Головною її метою є дослідження і підйом затонулих човнів Чорноморської козацької флотилії: після закінчення російсько-турецької війни 1736—1739 років частина козацьких суден повернулася до Хортиці. На той час там базувалося близько 400 кораблів. Під час сильної повені 1739 року затонуло близько 40 з них. Деякі човни, занесені мулом та піском, збереглися до нашого часу та доступні для гідроархеологічних досліджень.

Кільова частина козацького дуба. Полтавський краєзнавчий музей.

В ході підйомних робіт на поверхню піднято цілу низку човнів — прамів, байдаків та дубів, які зберігаються і експонуються в Національному заповіднику «Хортиця». Серед них козацький човен, подібний до суден, які становили основу козацьких флотилій у XVIII столітті. Фахівці ідентифікують судно як «новоманерний козацький човен», сконструйований за прикладом традиційного запорозького дуба галерним майстром Андрієм Алатчаніновим. Довжина судна становить 18 м, ширина — 3,62 м, висота щогли — 10,4 м. Козацький човен мав шість пар весел, був безпалубним та вміщував до 50 чоловік. На кораблі стояли чотири двофунтові гармати, які встановлювалися на фальконетних тумбах — дві на кормі та дів на носі. Судно збудоване з сосни та дуба на кільовій основі набірним способом.
Роботи з консервації та реставрації човна, які тривали майже десять років і були завершені наприкінці 2008 року, а вже в січні 2009-го козацький човен побачили перші відвідувачі. Проєкт «Запорозька чайка» є єдиним реалізованим проєктом з підйому, консервації та реставрації старих суден серед країн СНД.

## Класифікація човнів
В залежності від призначення і технічних характеристик сучасні човни бувають різних типів:
за призначенням:
- роз'їзні (багатофункціональні): баркаси, катери, яли;
- рятувальні: вельботи, рятувальні шлюпки, катери;
- рибальські: шаланди, баркаси, катери;
- навчально-спортивні: яхти, яли, байдарки, каное;
- прогулянкові човни — різні види човнів для відпочинку.

за районом плавання — морські (як правило — кільові) і річкові (плоскодонні).
за видом руху — гребні, вітрильні, моторні, гребно-вітрильні, гребно-вітрильно-моторні.
за матеріалом корпусу — дерев'яні, сталеві, з легких сплавів, пластмасові (пластикові), гумові (надувні) і композитні (набір і обшивка з різних матеріалів).
за архітектурно-конструктивним типом — одно- чи двокорпусні (катамарани), одно- чи двомоторні.
за кормовим утворенням корпусу:
- транцеві, що мають тупу зрізану корму — транець;
- вельботного типу з гострою формою корми.

## Конструкція човна

Основні елементи конструкції човна:1. Форштевень; 2. Кіль; 3. Кочети́ для весел; 4. Банки (сидіння); 5. Стерно; 6. Транець; 7. Планшир; 8. Гік; 9. Вітрило (грот); 10. Щогла; 11. Вітрило (стаксель).

Конструкція човна залежить від його призначення. Рятувальні човни будують так, щоб вони могли проходити більшу відстань з більшою швидкістю і зберігали стійкість при штормовій погоді. Невеликі моторні човни повинні мати велику міцність, щоб витримувати удари хвиль i постійну вібрацію двигуна.
Головним елементом човна є його корпус. Корпус може бути металевим, пластиковим або дерев'яним.

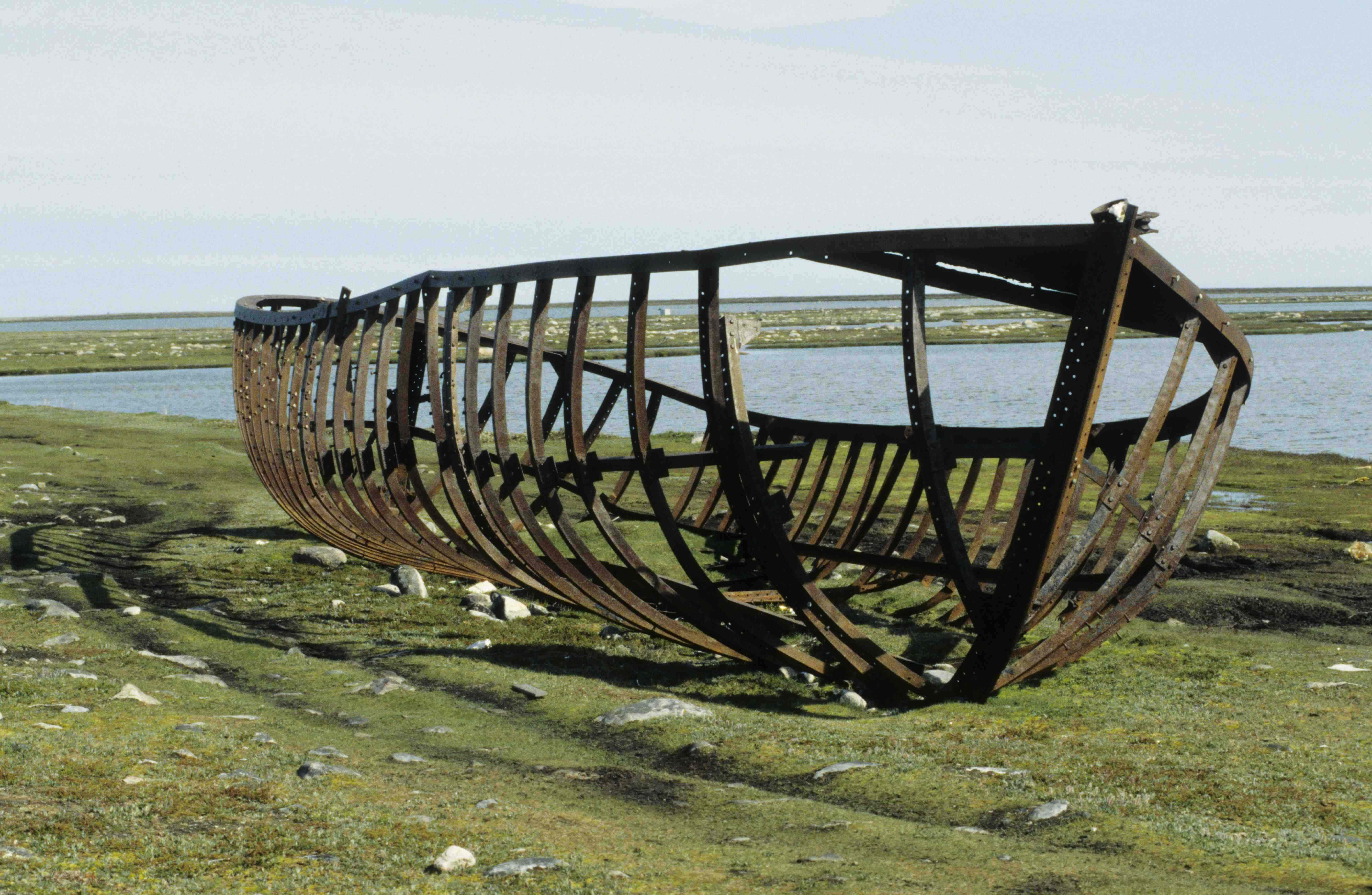
Набір човна без обшивки

Як правило, будівництво човна починається з кіля. Кіль є основою набору — своєрідного скелета човна — системи поздовжніх і поперечних дерев'яних брусів, призначених для надання жорсткості каркасу і форми судна. Набір має у своєму складі кіль, який спереду переходить в форштевень а в кормі в ахтерштевень, привальні бруси, транцевий брус, шпангоути, кормову і носову кільові дерев'яні книці, резен-кіль. Дотичні дошки обшивки, що кріпляться на набір, забезпечують герметичність бортів човна, їхню форму і міцність. Обшивка включає дошки обшивки бортів, ширстрек і обшивку кормової площини.
Елементи конструкції човна являють собою систему деталей призначених для внутрішнього і зовнішнього його обладнання, створення несучих конструкцій, поздовжнього і поперечного посилення міцності корпусу, створення з'єднань. Серед основних дерев'яних елементів конструкції — планшир, банки (сидіння для веслярів), рибини (спеціальні решітки на дні човна), стерно.
Важливий елемент гребного човна — весла. За родом веслування весла бувають розпашні, коли на банці сидить один весляр і гребе одним веслом або валикові, коли на кожній банці сидять по два веслярі (правого і лівого борту).
Вітрильне оснащення човнів як правило не складне. Зазвичай це однощоглове вітрильне озброєння, основними частинами якого є рангоут — щогла і гік, вітрила — грот і стаксель. Такелаж — снасті для підтримки рангоуту, підйому та управління вітрилами.

## Деякі типи човнів

### Морські корабельні шлюпки
- Баркаси двадцяти- та шістнадцятивесельні. Їх використовують, як правило, для навчально-спортивних цілей, рідше — для завезення якорів і транспортування вантажів. Мають зазвичай дерев'яний корпус з транцевою кормою, двощоглове рейкове вітрильне озброєння. На баркасах, що йдуть на веслах або буксирі в районах закритих рейдів і гаваней при вітрі до 5 балів, допускається перевозити не більше ніж п'ять осіб на одне весло.

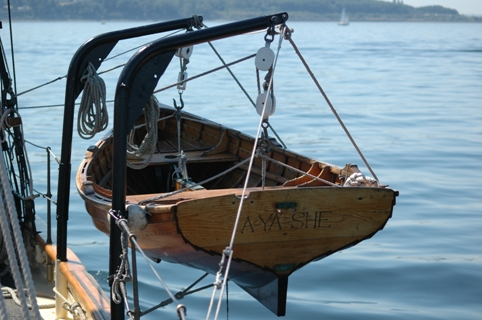
Дінгі на шлюп-балках

- Катери десятивесельні. Їх використовують для навчально-спортивних цілей. Корпус дерев'яний з транцевою кормою. Мають двощоглове рейковою вітрильне озброєння. На веслах або буксирі при вітрі до 5 балів, можна перевозити не більше ніж п'ять осіб на одну банку.
- Яли шести-, чотирьох- і двохвесельні. Багатоцільового призначення. Корпус дерев'яний або пластиковий з транцевою кормою. Шести- і чотирьохвесельні яли мають однощоглове рейково-розрізне вітрильне озброєння та іноді підвісний мотор. Норми місткості: для шестивесельних ялів при вітрі силою до 5 балів і русі на веслах — 13 осіб, при русі під вітрилами — 8 осіб, при русі під мотором — 7 осіб, при вітрі силою до 3 балів під мотором — не більше 13 чоловік.
- Дінгі — найменші гребні шлюпки з транцевою кормою. Є на малих кораблях, їх використовують на закритих рейдах. Норма місткості при вітрі силою до 2 балів — три особи.

Транцеві шлюпки часто заливає попутна хвиля. Вільні від цього недоліку вельботи і рятувальні шлюпки, що мають гостру корму.

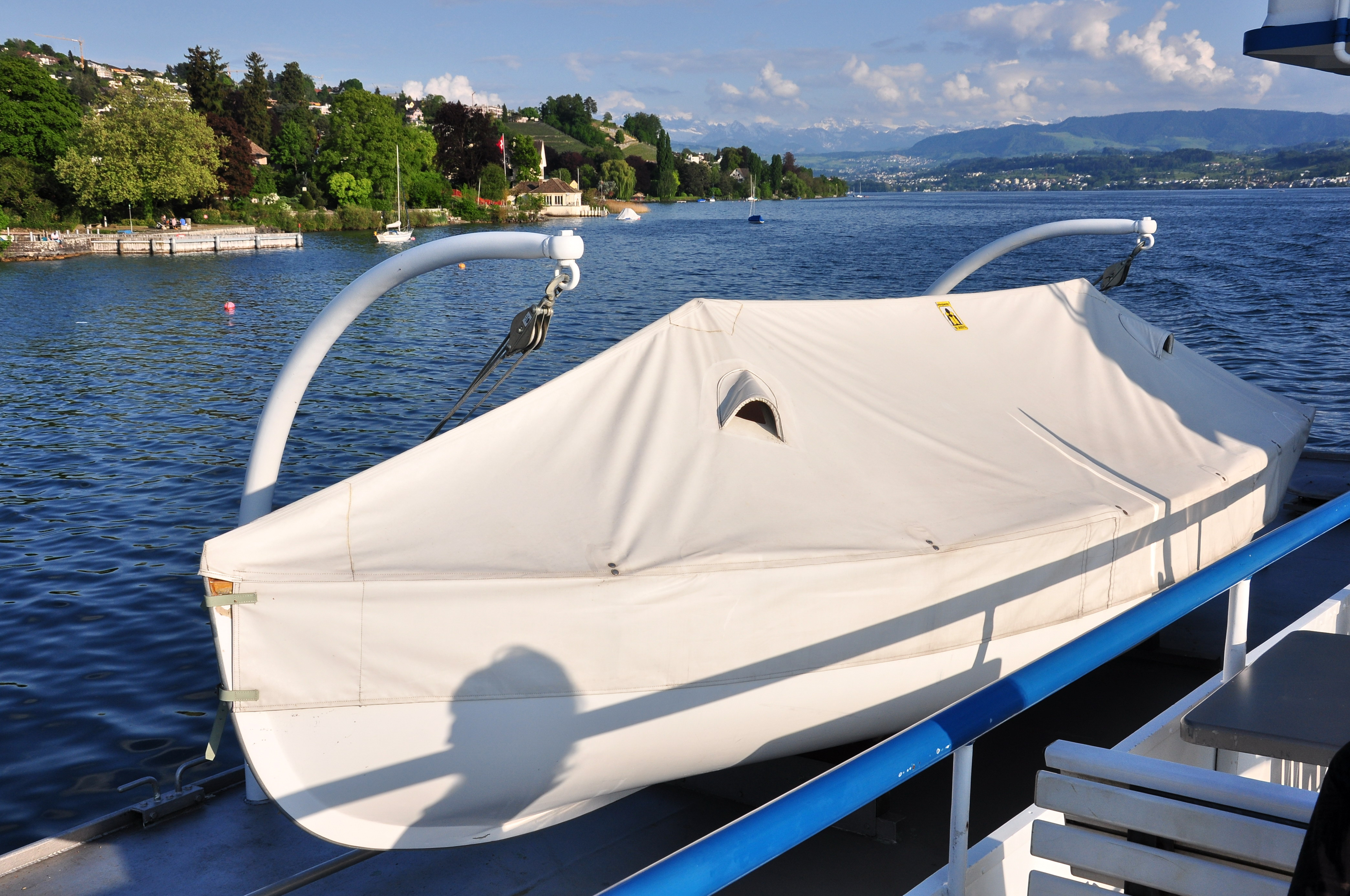
Рятувальна шлюпка в похідному положенні

- Вельботи шестивесельні. Бувають роз'їзні і рятувальні. Корпус дерев'яний з гострою кормою. Мають розстібні весла і однощоглове вітрильне озброєння. Можуть бути також гребно-парусно-моторними. Норма місткості при вітрі силою до 5 балів та русі на веслах — 13 осіб, при русі під вітрилами — 8 чоловік.
- Рятувальні шлюпки. Бестранцеві, вельботного типу. Розташовані вздовж бортів і в носовій частині корпусу водонепроникні повітряні ящики забезпечують шлюпці непотоплюваність. Ззовні на вилицях корпусу є кіль-поручні, за які можуть триматися люди, які знаходяться у воді. Цій же меті слугують і розташовані по бортах рятувальні леєри з поплавцями. Весла розстібні. Вітрильне озброєння однощоглове люгерне. Для рятувальних шлюпок мореплавність не обмежена.

### Спортивні і туристичні човни

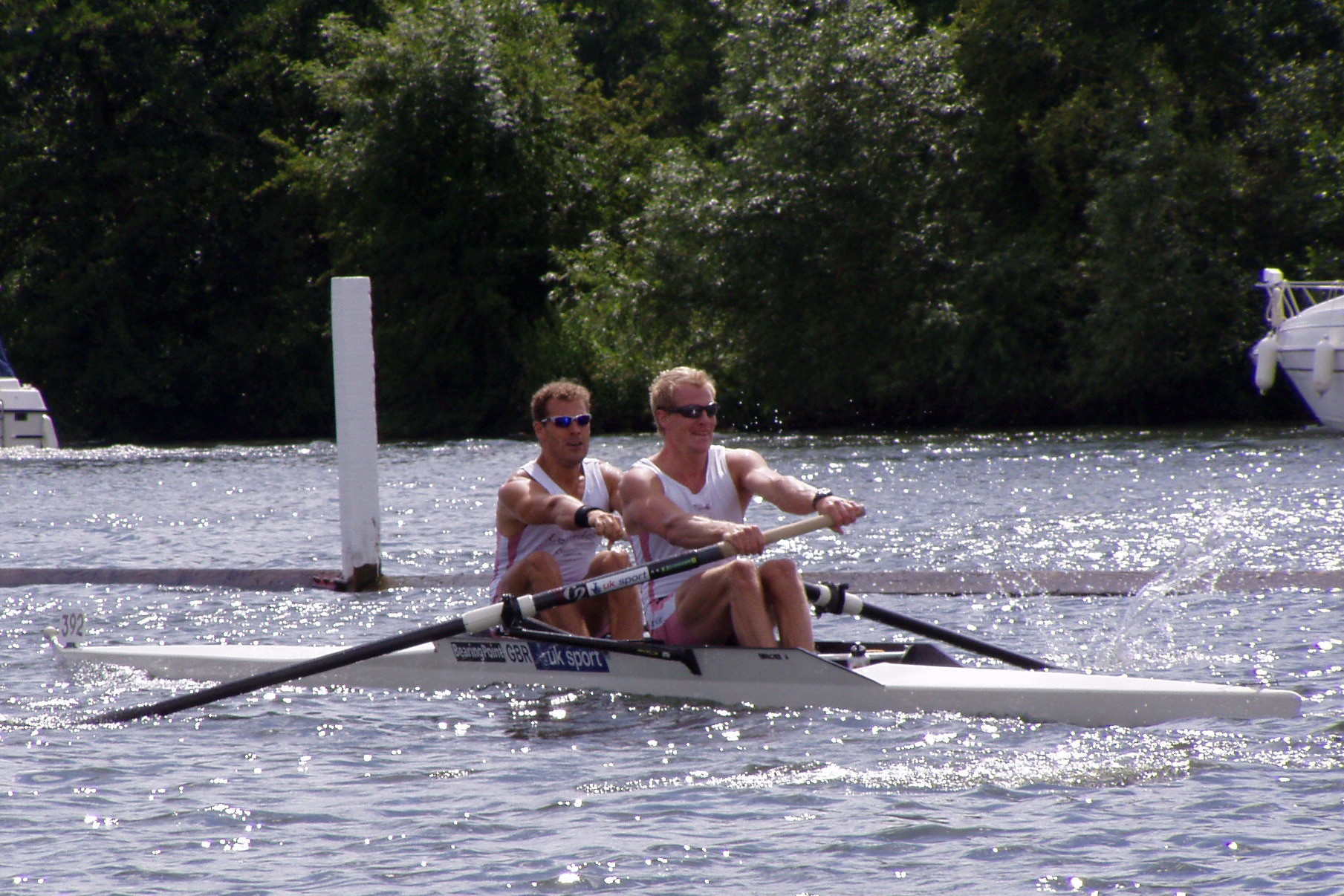
Академічне веслування. Човен-двійка розстібна без стернового

Веслування — олімпійський вид спорту — включає веслування на каное, на байдарках і академічне веслування.
- Каяк — човен з закритим верхом, в якому є отвір для гребців. Гребці сидять на дні лицем у бік руху і гребуть дволопатевими веслами. Каркас каяку виготовляється з ясена і обшивається фанерою чи тканиною.
- У каное спортсмен стоїть на одному коліні і веслує однолопатевим веслом з одного з бортів на вибір. Спортивні каное також виготовляються з полірованої фанери, але найкращим матеріалом вважається вуглепластик (карбон), червоне дерево або пластмаса.
- При академічному веслуванні спортсмени сидять спиною вперед, гребки веслами здійснюються за допомогою ніг, спини і рук. Перегони проводяться на морі, річках, озерах, природних чи штучних каналах.

Для занять водним туризмом використовують спортивні судна каркасної, каркасно-надувної або надувної конструкції.
- Катамарани — двокорпусні судна, корпуси яких з'єднуються зверху рамою. Сплавні катамарани, використовують для сплаву на річках. Вітрильні катамарани, у тому числі морського і океанського класу, — для подорожей під вітрилом.
- Каяки поділяються на безліч різновидів, головні з яких родейні, водоспадні, для грального сплаву.
- Плоти бувають різноманітних конструкцій, розраховані на рух головним чином з потоком води, з маленькою швидкістю. Різновиди плотів: рамкові — з надувними елементами, честер — різновид плоту, на якому веслярі сидять обличчям одне до одного на гондолах, розташованих поперек ходу судна. Найпоширенішими суднами для комерційного сплаву є надувні плоти рафт.
- Молісейру
- Гондола

### Моторні човни
За загальноприйнятою класифікацією моторними човнами називаються маломірні судна з підвісними моторами як головними силовими установками. Найбільшою мірою поняттю «моторний човен» відповідають судна з підвісними моторами, довжиною не більше 5-5,5 метрів, масою 350—400 кг і потужністю кожного з підвісних моторів 40-50 к.с. Щоправда, провідними фірмами виробляються підвісні мотори потужністю до 250 к.с., але з урахуванням можливості спареної установки моторів судно з двигунами потужністю 500 к.с. можна назвати моторним човном лише з натяжкою.
Моторні човни — легкі, швидкісні і недорогі транспортабельні судна з підвісними моторами складають найбільшу частину світового маломірного флоту. Кількість моторних човнів приблизно в п'ятеро перевищує кількість суден будь-якого іншого типу, їх частка в загальній кількості суден у США становить 50 %, а в багатьох країнах сягає 80 %.
Моторні човни за останні роки знайшли широке застосування як рятувальні, патрульні, транспортні і промислові засоби в цивільних флотах, військово-морських силах, береговій охороні і поліції більшості країн світу.
Зазвичай моторні човни виготовляються з легких сплавів, пластика. Найбільшою популярністю користуються надувні гумові або комбіновані гумові з жорсткими елементами корпусу.
За конструкцією гумові надувні човни бувають:

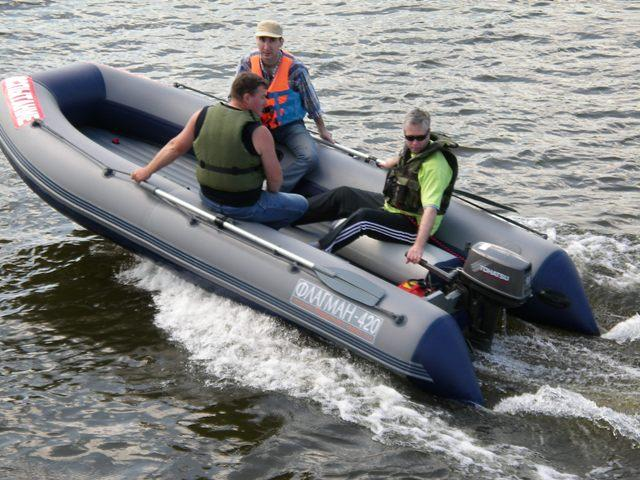
Рибальський гумовий моторний човен

- Плоскодонка без слані. Найпростіший варіант — борти являють собою надувні балони, дно являє собою шматок водонепроникної тканини.
- Сланевий плоскодонний човен. Має слань — вставку водостійкої фанери в днище. Слань розподіляє навантаження на всю площу днища. Можуть бути чисто гребними або моторними.
- Кільовий човен з надувним настилом. За рахунок наявності кіля човен має високі керованість і морехідність. Крім цього, конструкція човнів більш жорстка і днище має добру гідродинаміку.
- Кільовий човен з жорстким настилом. Човен подібної конструкції має максимальну жорсткість серед розбірних човнів. В порівнянні з попередніми має кращі гідродинаміку, швидкісні і морехідні характеристики. Настил найчастіше виконаний з водостійкої фанери, рідше — алюмінієвих пластин. Крім секцій настилу набір включає поперечні і поздовжні сполучні профілі.

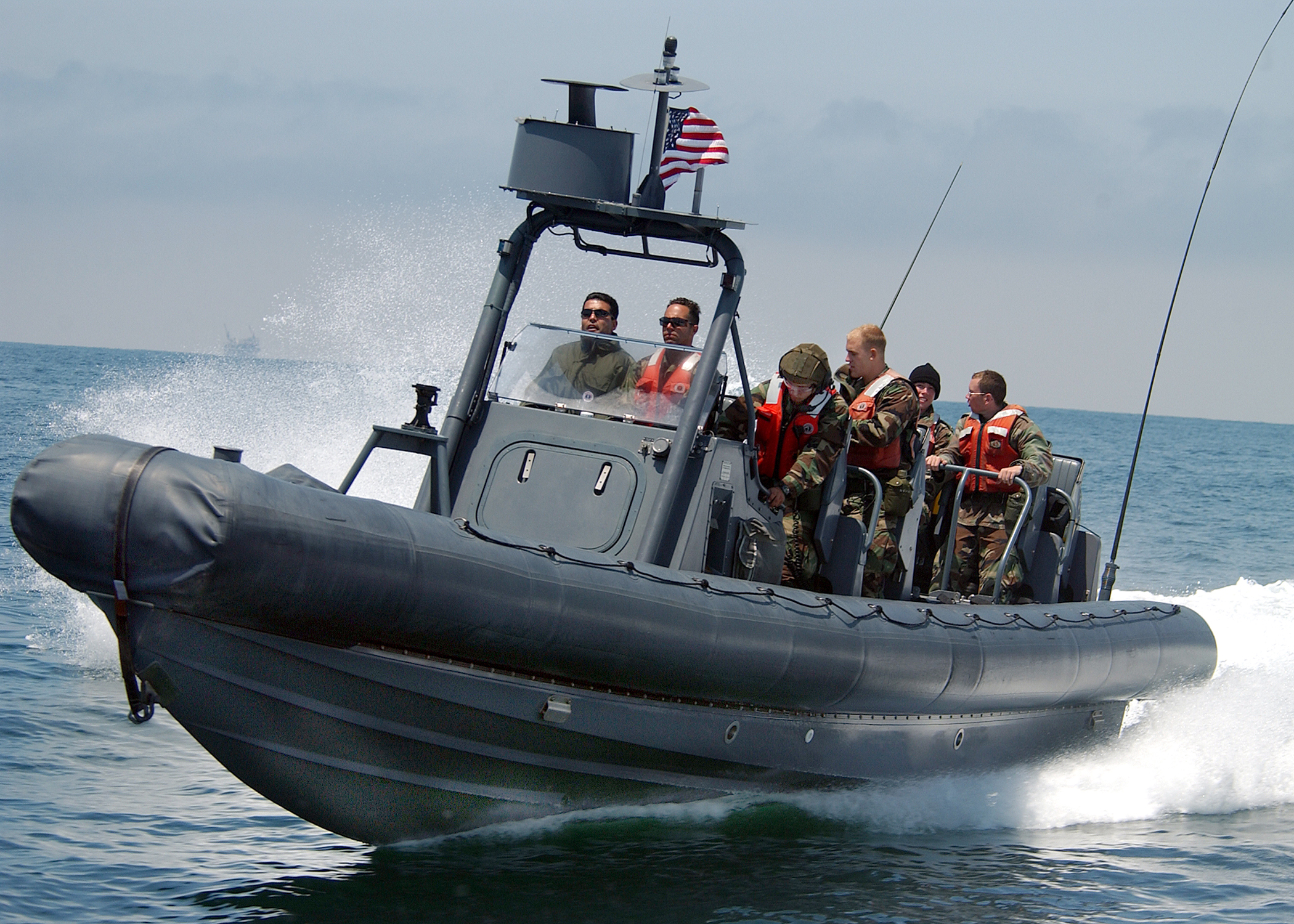
Жорстконадувний гумовий човен типу RHIB ССО ВМС США

- Багатосекційний надувний човен з жорстким дном і кілем (RHIB, RIB — від англ. Rigged Inflatable Boats). Човни типу RIB являють собою поєднання жорсткокорпусних і надувних човнів та поєднують переваги обох конструкцій. У порівнянні з пластиковими або дюралевими човнами RIB'и мають меншу вагу (при однакових габаритних параметрах). При цьому гідродинаміка у цього класу човнів така ж як і у човнів зі звичайним жорстким корпусом. Внаслідок цього вони мають відмінні морехідні і ходові характеристики. Від надувних човнів RIB має більшу вантажопідйомність, великий запас плавучості, непотоплюваності та відмінну остійність. Жорстке дно робить конструкцію абсолютно жорсткою, що дозволяє встановлювати на човни потужніші мотори і підвищує комфорт команди.

Це поєднання переваг з кожним роком підвищує популярність цього класу човнів: RIB є основними мобільними і високоморехідними човнами у багатьох спецслужб у всьому світі: прикордонників, берегової охорони, поліції, рятувальників, військових. Патрульні катери (англ. Patrol boat) типу RHIB використовують підрозділи SEAL для висадки та евакуації бійців з ворожого берега. Цей швидкохідний надувний човен з твердим корпусом поставляється ВМС США в двох (24 і 30 футів) версіях і має високу плавучість, що дозволяє застосовувати його навіть в самих екстремальних погодних умовах. На 30 футову модель встановлюють водометний рушій, завдяки чому висадка забезпечується безпосередньо на берег і можлива вогнева підтримка взводу SEAL поблизу берега.

## Назви суден, історично пов'язані з поняттям «човен»
Історично склалося, що слово «човен» мають в своїй назві деякі види кораблів, які на перший погляд аж ніяк не можна назвати човнами. Наприклад підводний човен, канонерський човен, літаючий човен і навіть космічний човник.

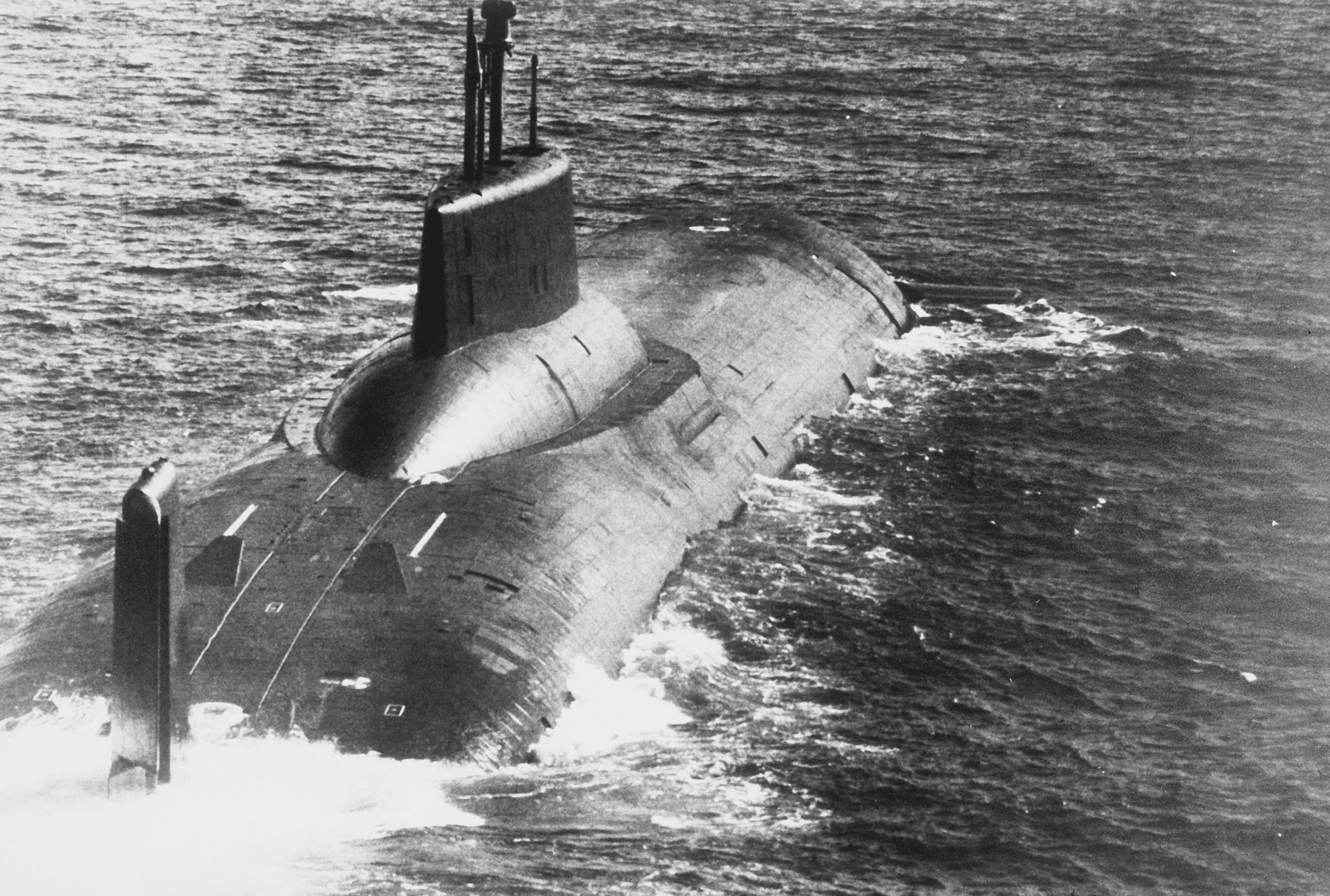
Атомний підводний човен проєкту 941 «Акула» (Typhoon)

В більшості випадків це пов'язано з еволюцією цих засобів.
Наприклад, перші відомі проєкти підводних човнів — підводна галера Корнеліуса Ван Дреббеля (1620 рік), підводне судно Роберта Фултона (1806 рік) та інші, а також перші їх реальні зразки кінця XIX — початку XX століття, дійсно і за розмірами і за конструкцією більше нагадували човни ніж бойові кораблі. Однак сьогодні важко назвати «човном» важкий ракетний підводний крейсер стратегічного призначення тоннажем понад 20 тисяч тон, з атомною енергетичною установкою і екіпажем понад півтори сотні людей.

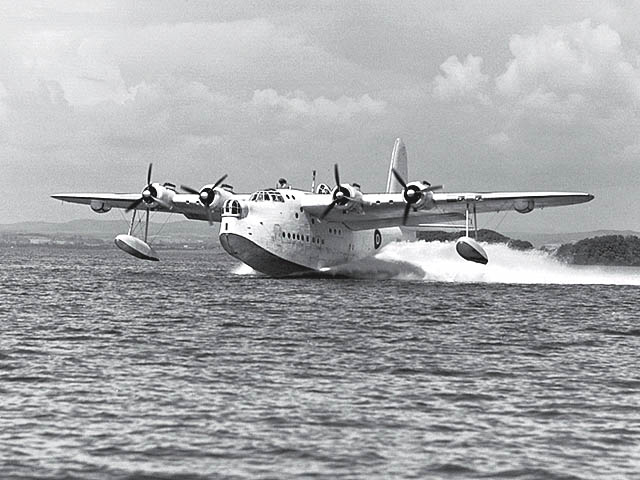
Британський «літаючий човен» Short S.25 Sunderland

Те ж стосується терміну «літаючий човен». Перші гідроплани з'явилися ще до першого польоту «сухопутного» літака, тільки в Росії відомі два проєкти апаратів важчих за повітря, здатних злітати і сідати на воду. Навіть літак Можайського був виконаний у вигляді човна, що літав.
Інші назви, наприклад «космічний човник» (англ. space shuttle), ніяк не пов'язані з терміном «човен». Назва шатла походить від човника — елемента ткацького верстата, що прокладає поперечну нитку між нитками основи при виробленні тканини. При цьому човник рухається туди-сюди як і багаторазовий космічний шатл, який курсує між космодромом і орбітальною станцією. Однак етимологія поняття «човник» (ткацький) дійсно сходить до слова «човен».

## Човен як сакральний образ

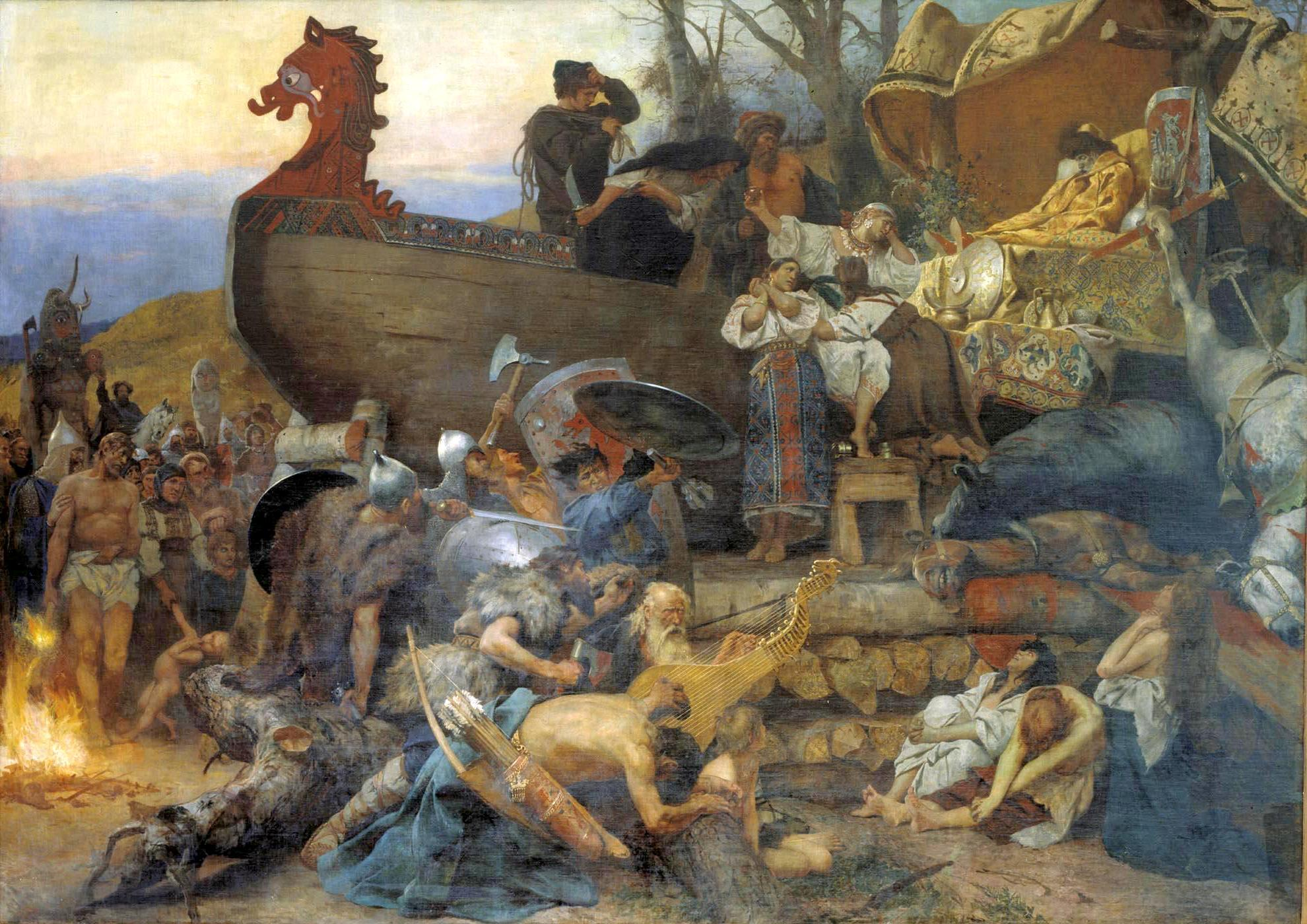
Похорон знатного руса. Картина Г. Семирадського

Човен — символ божества потойбічного світу, символ останнього шляху богів та людей; у християнстві — символ сили, яка оберігає усе і всіх, материнського черева; у фольклорі, літературі — символ розлуки.
У давнину люди вірили, що аби потрапити у потойбічний, підземний світ, треба перепливти море чи річку. Ці уявлення призвели до виникнення таких поховальних обрядів, як поховання у човні, який спрямовувався у відкрите море, чи поховання з човном або спорудження надгробку у формі човна. Це відбилося і в спорідненості лексем «човен» і «мертвий» в індоєвропейських мовах: прасл. *navь («мертвий», «мрець», пор. «навка»), лит. nave і прусськ. nowis («смерть», «труп»), латис. nâve («смерть»), гот. naus («мертвий») — грец. ναΰς і лат. navis («корабель»).
Човен був ритуальним предметом у народів Скандинавії, Єгипту, Океанії, Русі-України. «Царство мерців, — писав Святитель Іларіон, — було далеко за морем, куди вела річка. Ось тому в давнину часто клали мерця в човна чи в видовбане дерево, щоб цим човном небіжчик легко дістався річкою до Раю».
Міфічний човен із мерцями відомий європейцям за легендою про «летючого голландця» — корабля, команда якого померла з незрозумілих причин.

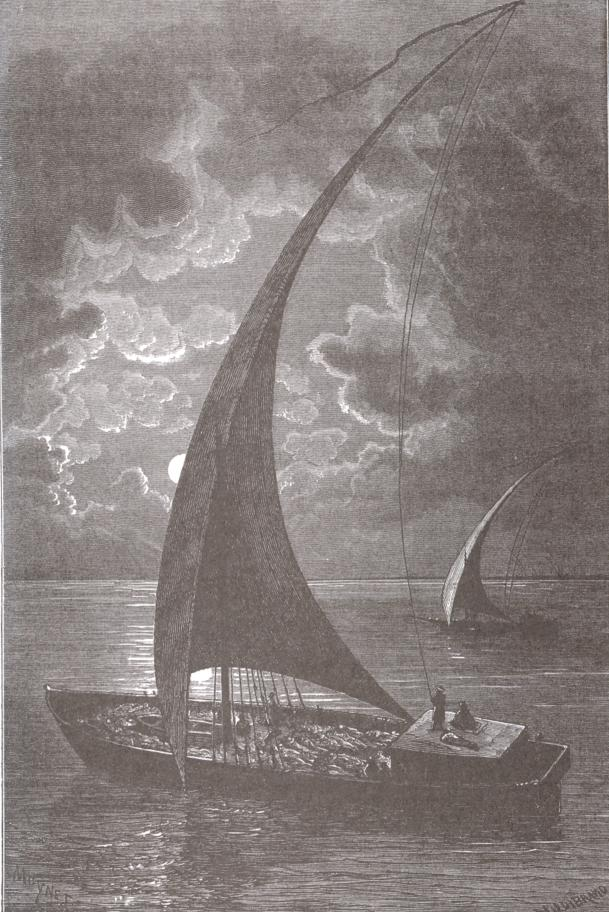
На човнах золотих заплива молодик за тополю…

На думку Ксенофонта Сосенка, «золотий човник», в якому сидить або лежить «білий молодчик», «срібні весла при човні» у щедрівках символізують священний для язичників Місяць.
В українському фольклорі і літературі човен символізує розлуку, прощання:
|  | А молодий козаченько Сідає в човенце, Стиснув руку, махнув веслом: Прощай, моє серце. |

Аналогічний образ-символ постає і в поезії Бориса Олійника «За тобою»:
|  | На човнах золотих Заплива молодик За тополю... За тобою лечу, Журавлино ячу За тобою... |

У християнстві загальновідомим є образ човна-ковчега, що символізує силу, яка зберігає усе суще і гарантує його відродження. Окремі дослідники вважають, що ковчег є також символом людського серця, материнського лона. Човен це і символ Церкви: в православних храмах під хрестом зображують «Церковний Човен», або «Човен Праведників», який символізує Церкву. В акросалії єпископа Сиракозія у ранньохристиянських катакомбах (IV-VI століття) в Сиракузах зображені два човни — великий і малий. Дослідники тлумачать ці човни як символи вселенської (більший) і помісної (малий човен) Церков.
Єпископ Української греко-католицької церкви Святослав (Шевчук) трактує «Церковний Човен» так:
|  | Бурхливе море у біблійному значенні — образ смерті, а церква є середовищем, де можна жити. Яким чином можна бути в цьому світі, але в ньому не загинути? Лише той, хто йде за руку з Христом, має можливість серед моря смерті знайти джерело життя. Тому, незалежно від того, в якому ми є суспільстві, ми повинні тримати за руку Христа, щоб він перебував у нашому човні, тоді не станеться нічого страшного. «Човен» церкви, як ми кажемо, переплив не одну державу, не одну культуру, не одну небезпеку. Церква лишалася завжди собою завдяки не людській силі, а тому, що Бог в ній є присутній… |

## Човен в літературі і мистецтві

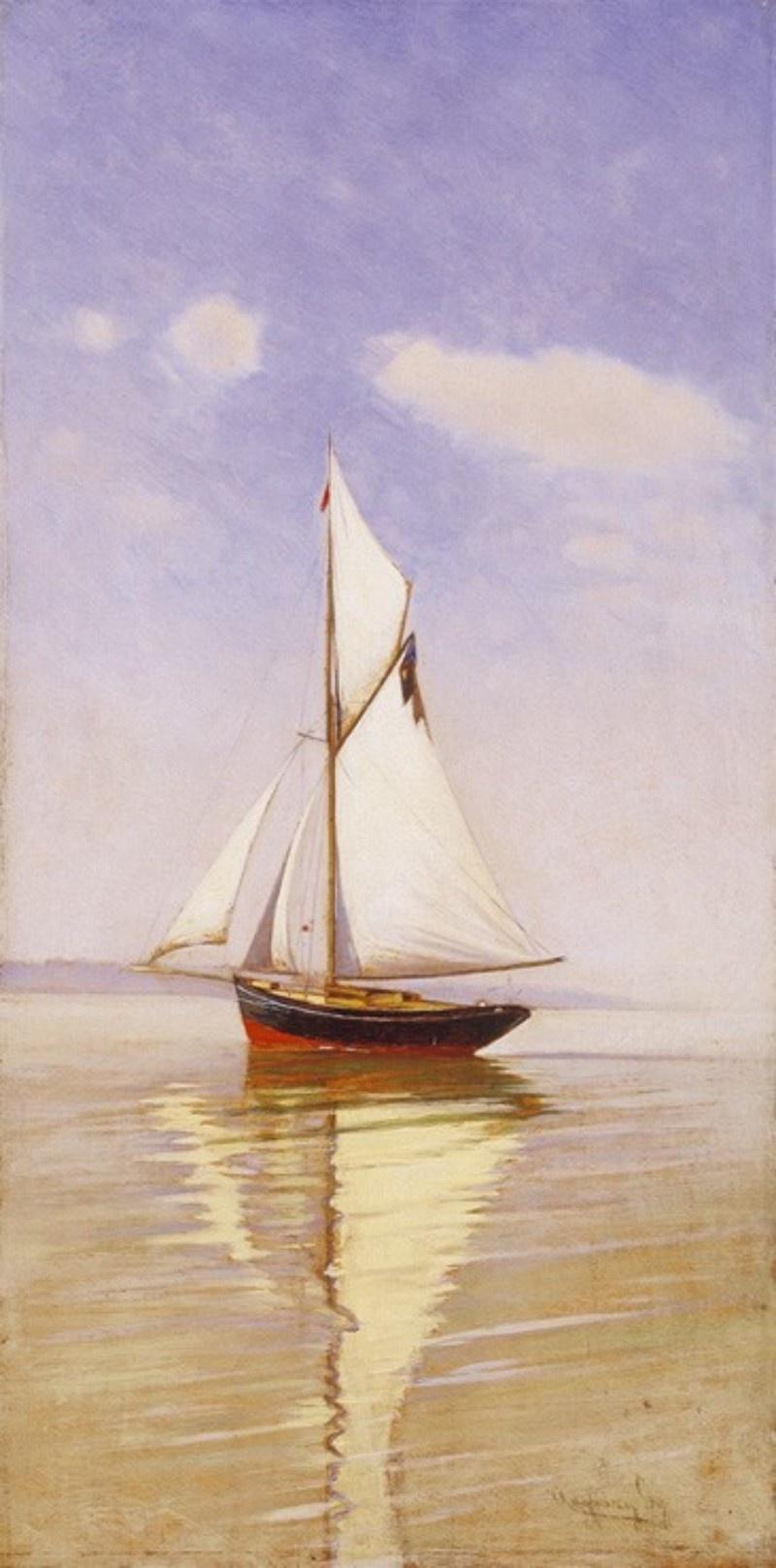
Прощай, мій покою, пускаюсь у море! І, може, недоля і лютеє горе пограються з човном моїм…
— Є. Гребінка, «Човен»

Одинокий човен надихнув не одне покоління поетів і художників.
Образ човна в безмежному бурхливому морі доволі поширений у світовій літературі. До цього алегоричного образу вдавались Байрон, Жуковський, Лермонтов. Особливо близький він класикам української літератури. Достатньо згадати Євгена Гребінку («Човен», 1833), Тараса Шевченка («Човен/Вітер з гаєм розмовляє», 1841), Івана Франка («Човен», 1880), Віктора Забілу («Човник»). Човен у морі є уособленням особистості, яка потрапляє у море життя — у море непередбачуваних подій та складних ситуацій. Складне протистояння особистості та навколишнього світу створює конфлікт, напруження в поезії.
|                            | Пливе човник без весельця, К берегу звертає, Ніхто човником не править — Вітром прибиває; І до берега причаливсь Да й остановився, Не найшлось і там нікого, Кому б він згодився. Не було йому спокійно З берега лежати; Знай, все стукався об його, Як стане плескати. Потім хвиля ісхопилась, Сердешний одбився Од берега і знов плавать, Поки аж розбився. І я в світі, як той човник, Де пристань, не знаю; Де б хотілось, там не можна, Бо щастя не маю. |
| — Віктор Забіла, «Човник». | |